# Rosiglitazone
Il rosiglitazone (venduto sotto il nome commerciale Avandia) è un farmaco antidiabetico nella classe dei tiazolidinedioni. Il suo meccanismo d'azione si basa sulla sensibilizzatore all'insulina, legandosi al PPAR nelle cellule adipose e rendendo le cellule più sensibili all'insulina. È stato commercializzato dalla società farmaceutica GlaxoSmithKline (GSK) come farmaco in regime di monoterapia o per l'uso in combinazione con metformina o glimepiride . Rilasciato per la prima volta nel 1999, le vendite annuali hanno raggiunto il picco di circa $ 2,5 miliardi nel 2006; tuttavia, a seguito di una meta-analisi del 2007 che collegava l'uso del farmaco a un aumentato rischio di infarto, le vendite  sono crollate a soli $ 9,5 milioni nel 2012. Il brevetto del farmaco è scaduto nel 2012.
È stato brevettato nel 1987 e approvato per uso medico nel 1999. Nonostante l'efficacia del rosiglitazone nel ridurre la glicemia nel diabete mellito di tipo 2, il suo uso è diminuito drasticamente poiché gli studi hanno mostrato un'associazione con un aumentato rischio di infarto e morte. Gli effetti avversi che sarebbero stati causati dal rosiglitazone sono stati oggetto di oltre 13.000 azioni legali contro GSK; a luglio 2010, GSK aveva concordato accordi per oltre 11.500 di questi casi.